# Prophetia Merlini
La Prophetia Merlini (Profezia di Merlino), nota anche come Prophetiae Merlini (Le Profezie di Merlino) e Libellus Merlini (Piccolo libro di Merlino), è una raccolta di profezie che ebbe grande diffusione in Europa a partire dal XII secolo.  
Compilatore di questa raccolta profetica sarebbe stato lo storiografo britannico Goffredo di Monmouth.  Secondo alcuni studiosi la compilazione era già stata ultimata da Goffredo prima della stesura della sua opera principale, l'Historia Regum Britanniae (1136-1138 circa), nella quale le profezie sono riportate.  Secondo altri, invece, le Prophetiae apparirebbero per la prima volta nell'opera di Goffredo, e avrebbero poi iniziato a circolare anche indipendentemente a causa del loro grande successo.
Le Prophetiae raccolgono le divinazioni che Merlino avrebbe fatto sul futuro del regno d'Inghilterra in vari momenti della sua vita, inclusa la sua infanzia.
Si tratta di una delle opere profetiche più conosciute nel basso Medioevo.  La prima testimonianza della presenza di questa raccolta in Italia si trova in uno scritto di Gioacchino da Fiore del 1187.  E proprio come avvenne per Gioacchino da Fiore, a partire dal XIII secolo cominciarono ad essere prodotti diversi scritti pseudo-epigrafici posti sotto l'autorità del nome di Merlino e ispirati allo stile delle Prophetiae, come i Verba Merlini o Dicta Merlini che trattano dello scontro tra Federico II di Svevia e il Papa romano, o il De summis pontificibus, di ambiente spirituale francescano.  